# Музеј Српске православне цркве
Музеј Српске православне цркве је музеј смештен у згради Патријаршије у Београду, чува предмете из историје Српске православне цркве.

## Историја
Музеј Српске цркве се први пут помиње у архивским документима из прве половине 19. века. Године 1851. на епископској конференцији у Бечу је патријарх Јосиф Рајачић тражио да се оснује Српски народни музеј, што аустријске власти нису дозволиле. Исти захтев је поновљен 1870. Митрополит београдски Петар Јовановић је 1856. године апеловао на свештенство Кнежевине Србије да сакупљају „српска живописна дела” како би се отворио „Српски музеум”. Од прикупљених икона и уметничких слика установљена је у просторијама Београдске митрополије уметничка галерија 1858. Године 1868. је ова збирка пренета у Народни музеј. Митрополит београдски Михаило Јовановић је наставио рад на сакупљању црквених драгоцености, али су оне депоноване у Народну библиотеку Србије и Народни музеј. Након њега је Митрополит Инокентије Павловић 1899. предложио Светом архијерејском сабору да се одреди извесна сума „из црквених фондова за копирање слика свих оних митрополита Србије чије се слике могу наћи те да се на тај начин оснује галерија митрополитских слика при митрополији Србије”. Године 1927. Свети архијерејски сабор СПЦ је донео одлуку да се изради Правилник и да се омогући да свака епархија оснује свој црквени музеј и библиотеку. Почетком 1937. су се стекли услови за поновно формирање Музеја српске цркве склапањем уговора између Краљевине Југославије и Српске православне цркве о закупу Конака кнегиње Љубице на педесет година за потребе смештаја Музеја. Почетком 1940. су набављене витрине за излагање музејских експоната, а отварање поставке музеја је предвиђено за октобар исте године. Новонастале предратне прилике су омеле остваривање ове замисли и јуна је особље Црквеног музеја разрешено својих дужности. Године 1942. је Радослав Грујић поново постављен за управника музеја и на том положају је остао до 1948. када га је наследио професор Светозар Ст. Душанић. Године 1946. су нове власти ФНРЈ раскинуле уговор са Српском православном црквом у вези са коришћењем Конака кнегиње Љубице, где је био смештен Црквени музеј. Крајем исте године су пренети сачувани музејски предмети у зграду Патријаршије. Музеј Српске православне цркве у Београду је за посетиоце отворио 14. јуна 1954. патријарх српски Викентије. Основни фонд музеја чине иконе, црквени текстил, метални литургијски предмети, рукописне и штампане богослужбене књиге, портрети, графика (дрворезне и бакрорезне плоче), привилегије, архивалије и друго.

## Галерија
- Зграда Музеја Српске православне цркве
- Табла са натписом
- Улаз у музеј
- Иконе
- Иконе
- Царске двери, десно крило
- Царске двери, лево крило
- Омофори
- Богородица страсна, 18. век.
- Крст са распећем
- Макета манастира Раванице 1705.
- Зборник са словом Љубве 15. век
- Лествица, митра београдског митрополита и вараждински апостол
- Музејски експонати
- Музејски експонати
- Крст у холу музеја